# Sainte-Sève
Sainte-Sève è un comune francese di 1 055 abitanti situato nel dipartimento del Finistère nella regione della Bretagna.

## Storia

### Simboli
Lo stemma comunale è stato adottato nel 2023.

## Società

### Evoluzione demografica
Abitanti censiti